# Margarita Lecuona
Margarita Lecuona (* 18. April 1910 in Havanna; † 1981 in New Jersey) war eine kubanische Komponistin, Gitarristin und Sängerin.
Lecuona war die Tochter des kubanischen Konsuls in New York Eugenio Lecuona, ging in Kuba zur Schule und studierte dort Musik (Gitarre) insbesondere bei Clara Romero. In den 1930er Jahren veröffentlichte sie ihre ersten Kompositionen. 1942 spielte sie mit ihrer Gruppe Lecuona Cuban Girls in Havanna. 1947 verließ sie Kuba und lebte in verschiedenen Ländern Südamerikas, insbesondere in Argentinien (in Buenos Aires), der Heimat ihres Ehemannes, des Schauspielers José María Pepe Armillas. 1955 kehrte sie zurück nach Havanna und trat u. a. in Radio und Fernsehen auf. 1957 ging sie nach Buenos Aires, wo sie ein Trio mit den Kubanern Michel Montes und José Casino bildete. 1969 siedelte sie mit ihrer Familie in die USA um.
Sie ist die Komponistin so bekannter kubanischer Melodien wie Taboo (oder Tabú, Lyrics von S.K.Russell, 1934, von den Lecuona Cuban Boys in den 1930er Jahren populär gemacht), Eclipse, Babalú (1941, ein großer Hit für Desi Arnaz 1946 und in Kuba durch den Sänger Miguelito Valdés bekannt).
Sie war eine Verwandte des Komponisten Ernesto Lecuona, der Cousin ihres Vaters war und den sie „Onkel“ zu nennen pflegte.